# Nintendo game card
Nintendo game card — проприетарный формат флеш-памяти, используемый для физического распространения видеоигр для портативных консолей Nintendo. Картриджи напоминают уменьшенные и более тонкие версии HuCard от Hudson, носители данных для PC-Engine, а также картриджи Game Pak, использовавшиеся для Game Boy и Game Boy Advance. Чипы памяти для карт производятся компанией Macronix и имеют скорость доступа 150 нс.

## Nintendo DS

### Nintendo DS Game Card

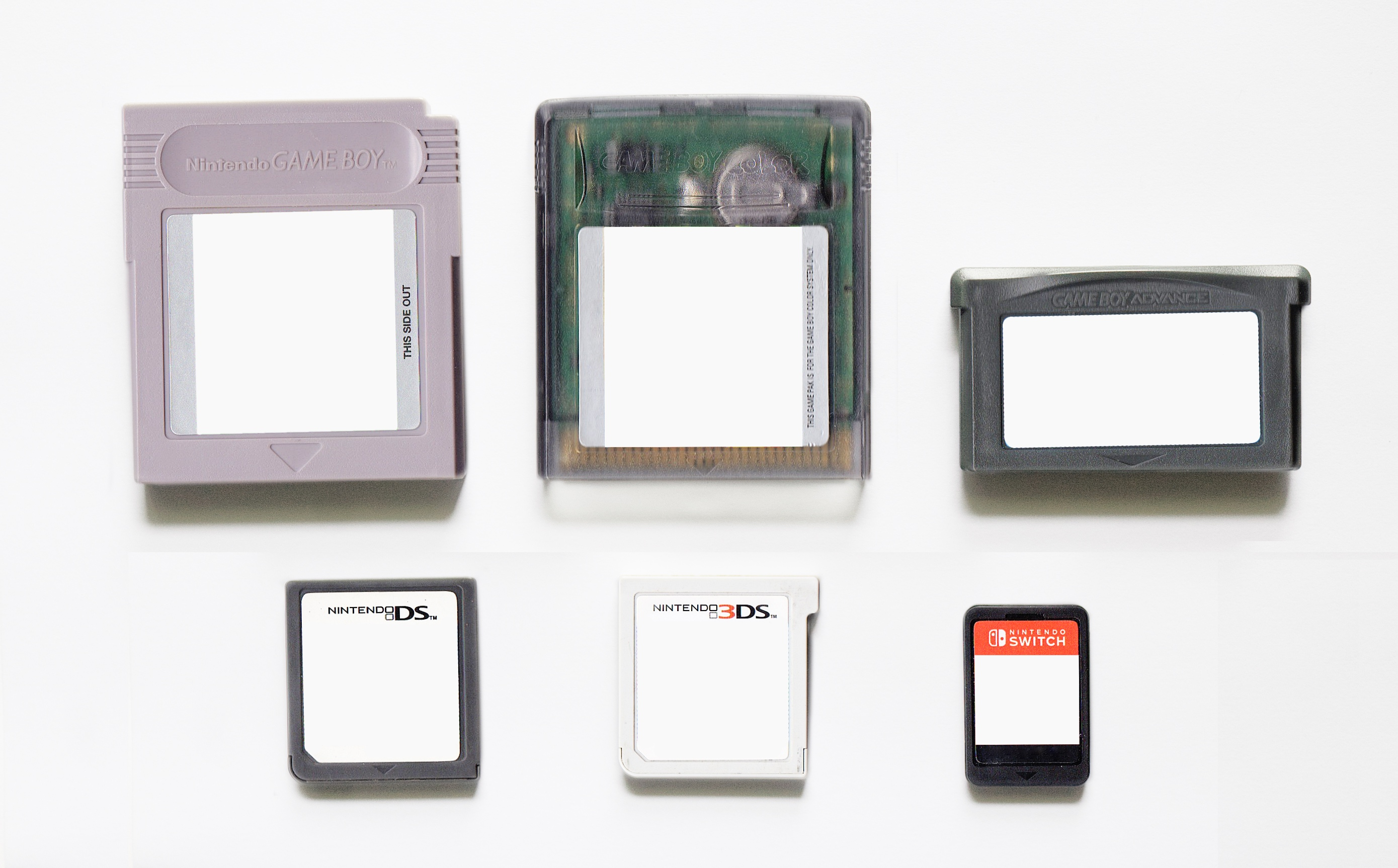
Слева направо, сверху вниз: картридж для Game Boy, Game Boy Color и Game Boy Advance с игровыми картриджами Nintendo DS, Nintendo 3DS и Nintendo Switch

Емкость карт для Nintendo DS варьировалась от 64 мегабит до 4 гигабит (8—512 Мб) Карты содержат встроенную флэш-память для игровых данных и EEPROM для сохранения пользовательских данных, таких как сохранения игры.
Согласно блогу IGN от Backbone Entertainment, разработчика MechAssault: Phantom War, карты большего размера (например, 128 МБ) имеют скорость передачи данных на 25 % медленнее, чем более распространенные карты меньшего размера (например, 64 МБ); однако конкретная базовая скорость не была упомянута.

### Nintendo DSi Game Card
В 2008 году была запущена Nintendo DSi. Консоль предлагала различные аппаратные улучшения и дополнительные функции по сравнению с предыдущими версиями Nintendo DS, такие как включение камер. В то время как многие игры Nintendo DS, выпущенные впоследствии, включали функции, улучшающие игровой процесс при воспроизведении на консоли Nintendo DSi, большинство из этих игр сохранили совместимость с оригинальными итерациями DS. Тем не менее было выпущено несколько игр для розничной торговли, которые работали исключительно для консолей Nintendo DSi по таким причинам, как необходимость использования функций камеры, и эти игры имеют игровые карты в корпусах белого цвета (все игры, эксклюзивные для DSi, заблокированы по региону). Примерами таких игровых карточек являются Picture Perfect Hair Salon. Хотя эти белые игровые карты могут быть физически вставлены в оригинальные консоли Nintendo DS, их программное обеспечение не работало из-за отсутствия аппаратных функций и будет отображать сообщение об ошибке. Эти эксклюзивные для DSi игровые карты полностью совместимы с семейством Nintendo 3DS.
Перед выпуском Nintendo DSi Nintendo поощряла разработчиков выпускать эксклюзивные для DSi игры в качестве загружаемого программного обеспечения DSiWare вместо розничных игровых карт, которые не работали бы на старых консолях Nintendo DS.

### Поддержка ИК-интерфейса

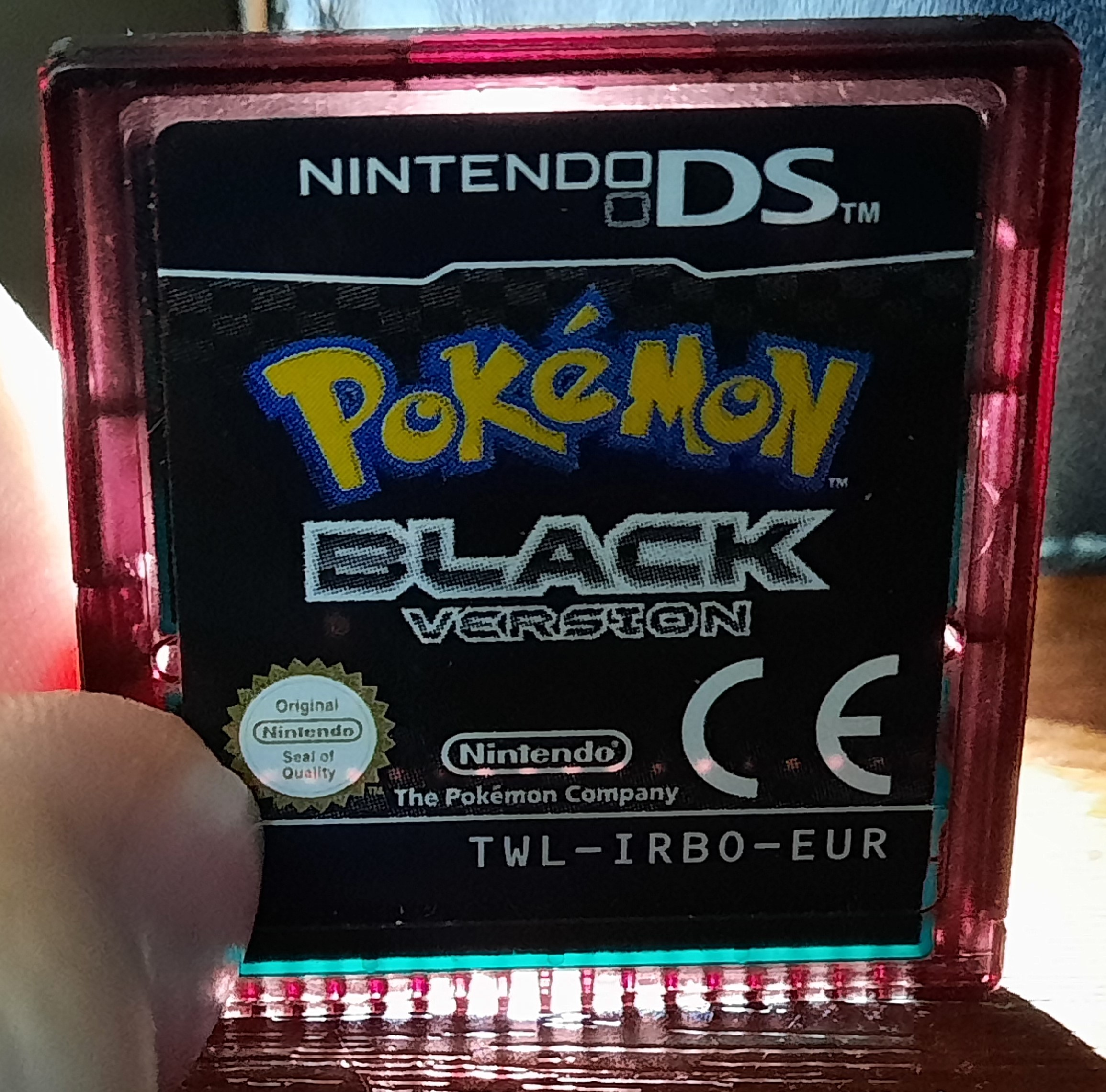
Игровой картридж Pokémon Black Version, поддерживавшей игру через инфракрасное соединение.

Некоторые игры Nintendo DS поддерживали инфракрасное соединение через встроенные в картридж инфракрасный интерфейс. Примерами таких игровых карт являются Pokémon HeartGold и SoulSilver, которые в свою очередь подключаются к прилагаемому аксессуару Pokéwalker, Pokémon Black и White и Pokémon Black 2 и White 2, которые соединяют системы DS, обращенные друг к другу.
Хотя все версии семейства Nintendo 3DS поддерживают встроенные инфракрасные функции, игры Nintendo DS по-прежнему используют сами игровые карты с поддержкой инфракрасного излучения при воспроизведении в системе 3DS, оставляя встроенное инфракрасное излучение для программного обеспечения, специфичного для Nintendo 3DS.

## Nintendo 3DS

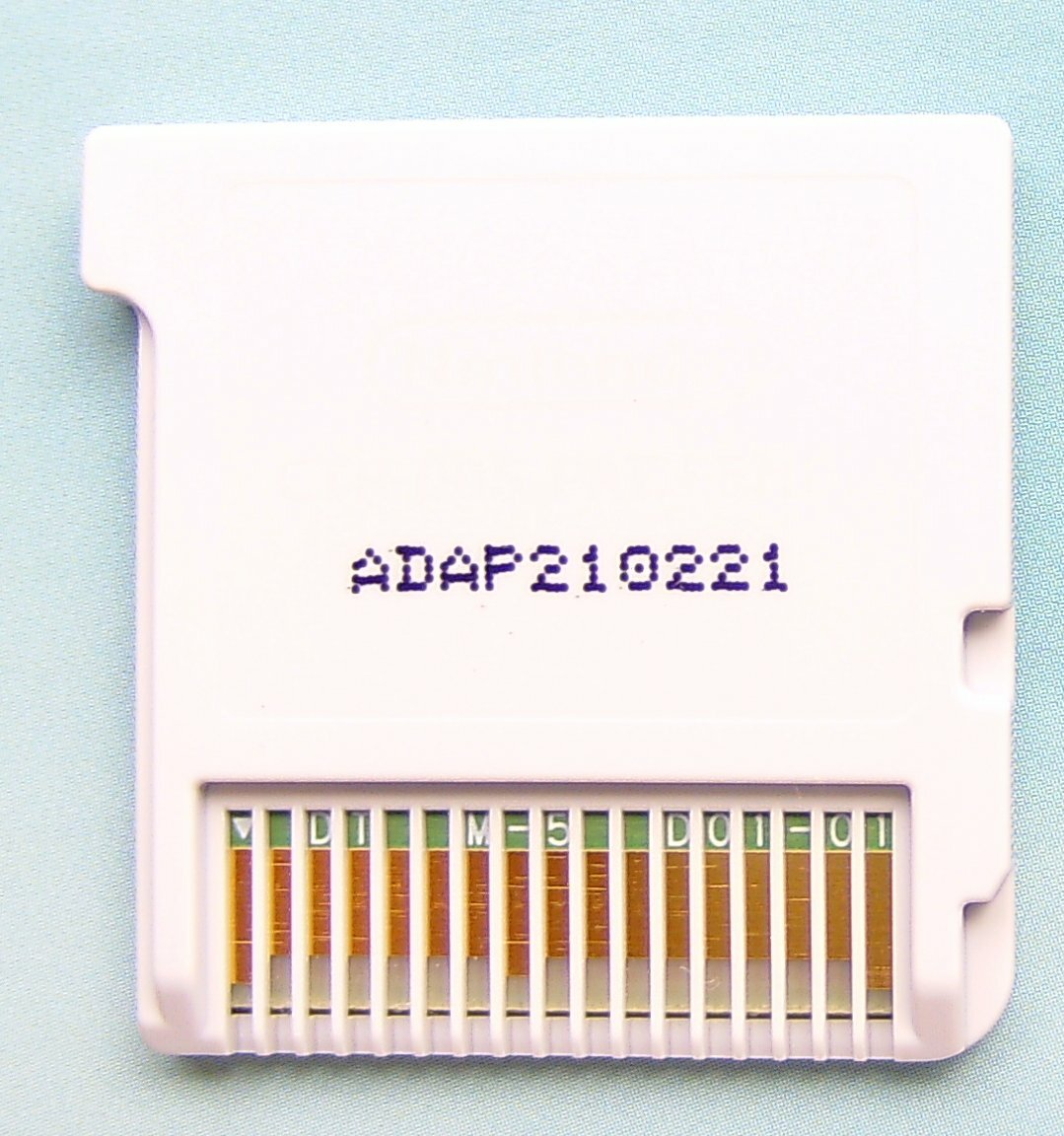
Карта для 3DS с характерным выступом

Объём памяти игровых карт для Nintendo 3DS составляет от 1 до 8 гигабайт с 2 Гб игровых данных при запуске. Они очень похожи на игровые карты DS, но несовместимы и имеют небольшой выступ с одной стороны, чтобы их нельзя было вставить в DS, DS lite или DSi.

## Nintendo Switch

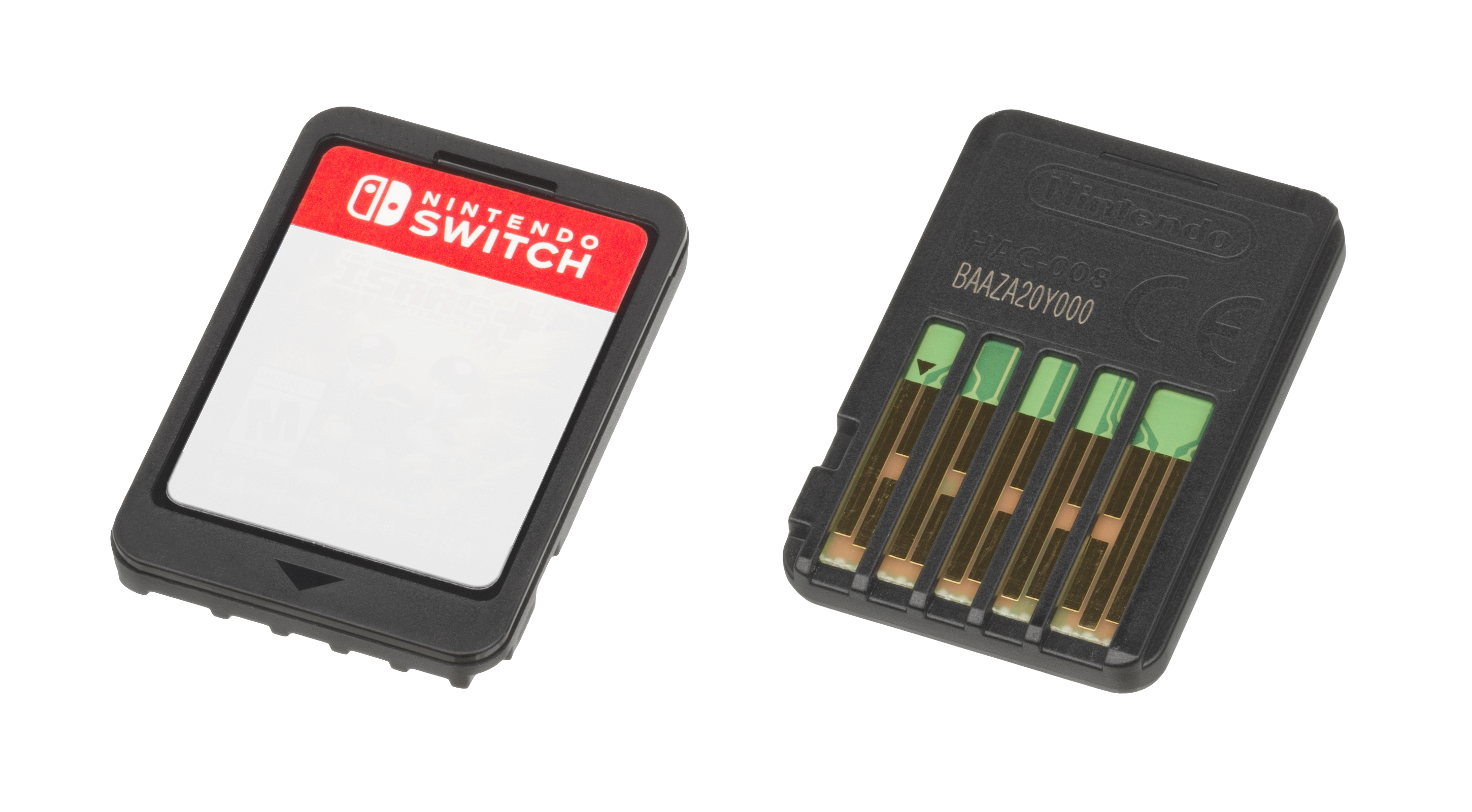
Картридж Nintendo Switch

Nintendo Switch использует технологию энергонезависимой флэш-памяти, аналогичную SD-картам, которые официально называются игровыми картами. Эти технологии отличаются от энергозависимых игровых картриджей, которые похожи на платы оперативной памяти. Эта итерация меньше и имеет больший объем памяти, чем её предыдущие версии. Несмотря на свое сходство, коммутатор не совместим с картами DS и 3DS. Память игровых карт недоступна для записи, сохраняемые данные хранятся во внутренней памяти консоли, в отличие от игровых карт DS и 3DS, которые доступны для записи и способны хранить сохраненные данные.
Из-за их небольшого размера игровые карты Nintendo Switch покрыты бензоатом денатония, нетоксичным горьким веществом, в качестве меры предосторожности против случайного проглатывания маленькими детьми. Видеоролики пользователей, намеренно пробующих игровые карты и реагирующих с отвращением на вкус, стали мемом еще до запуска консоли, который возник из-за действий Джеффа Герстманна в веб-трансляции Giant Bomb.
Карты выпускаются различной емкости: 1, 2, 4, 8, 16 и 32 Гб. Карты объемом 64 Гб были выпущены в 2020 году после двухлетней задержки и производятся с использованием технологии XtraROM от Macronix.